# Pilea strigillosa
Pilea strigillosa är en nässelväxtart som beskrevs av Ignatz Urban och Ekman. Pilea strigillosa ingår i släktet pileor, och familjen nässelväxter. Inga underarter finns listade i Catalogue of Life.